# 白州蒸溜所
白州蒸溜所（はくしゅうじょうりゅうじょ、Hakushu Distillery）は、山梨県北杜市白州町にあるジャパニーズ・ウイスキーの蒸留所。サントリーが山崎蒸溜所に次いで二番目に設立したウイスキー蒸留所であり、周囲を森林で囲まれていることから「森の蒸留所」と称されている。

## 歴史

### 設立の背景

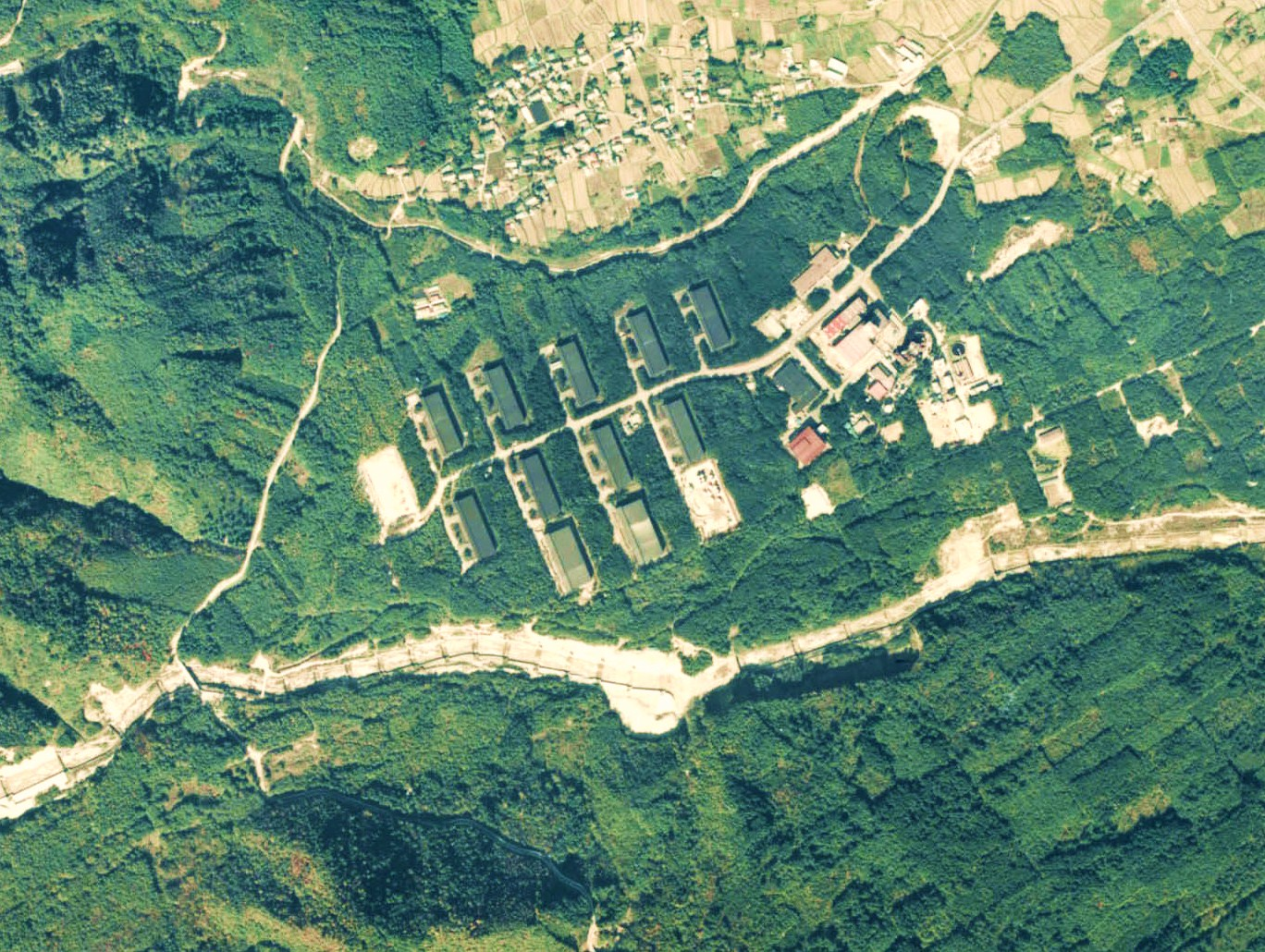
1976年（昭和51年）撮影の白州蒸溜所付近の空中写真。画像下部を左から右に流れる、神宮川左岸に開けた扇状地上に立地している。2011年現在、施設は更に拡張している。

白州蒸溜所は1973年に設立された。1973年は山崎蒸溜所の創業から50周年の年であり、サントリー2代目社長佐治敬三の指揮のもと、山崎に次ぐ二つ目のモルトウイスキー蒸溜所として設立された。建設の背景として、当時の日本はサントリーオールドやトリスウイスキーに端を発するウイスキーブームのさなかであり、それらの原酒の確保が設立の目的であった。佐治敬三はサントリーが所有するモルト原酒のバリエーションを増やすため、山崎とはまったく異なる環境の建設地を探していたところ、ウイスキーづくりに最適な水を備えた立地が白州であった。白州の立地は南アルプス・甲斐駒ケ岳の麓、海抜708メートルに位置し、平均気温は年間を通して山崎より5℃低い。また、白州の水は花崗岩層を通っているために山崎よりも硬度が低かった。すなわち、白州は冷涼な気候と軟水を兼ね備えており、佐治の求める条件に適合していたのである。
白州の敷地面積はおよそ82万5000平方メートルと日本のウイスキー蒸溜所としては最大で、世界的に見ても最大級の広さである。蒸留所は森林に囲まれており、敷地のうち83%は自然環境保護のために未開発である。森林に囲まれた様子から「森の蒸留所」とも呼ばれている。

### 生産スタイルの変遷
白州最初の蒸留所（白州1）は1973年の2月に完成し、6対12基のポットスチルを備えていた。その後1977年には白州に2つ目の蒸留棟が増設された（白州2）。当時の白州は2つの蒸留棟を合わせてポットスチルが12対24基、マッシュタン4基、ステンレス製ウォッシュバック44基を備えた世界最大級のモルトウイスキー蒸留所であった。評論家のドミニク・ロスクロウは、最盛期の白州は年間3000万リットルのウイスキーを生産する世界最大の蒸留所であったと評している。この頃の白州は初留器・再留器それぞれサイズおよび形状が統一されており、まったく同じ風味のモルトウイスキーを大量生産する蒸留所であった。
1981年、白州に新たな蒸留棟（白州3）が建設された。この蒸留棟は従来の白州1・2とは異なり、蒸留器は小さめで形状も多種多様であった。これはサントリーがさまざまな種類の原酒を取り揃える方向に方針転換したためである。また、白州1・2の巨大な蒸留器で作られる原酒はライトな酒質であり、佐治らが求める酒質でなかったことも理由のひとつである。評論家の土屋守は1980年代以降のサントリーオールドの売上低下について、白州1・2で作った原酒の質の低さがひとつの原因だったのではないかと推察している。1988年6月からは白州1・2を「白州西」と、白州3を「白州東」と呼ぶようになり、それからほどなくして白州西での生産は中止された。白州西は閉鎖され、1977年建設の蒸留棟は解体、1973年建設の蒸留棟は2018年時点では現存しているものの一切稼働していない。そのため2022年現在に「白州蒸溜所」と呼ばれている建物は1981年に建てられた白州東を指している。1981年の白州東の設立について、2012年当時の白州蒸溜所の工場長である前村久は「より繊細かつ複雑でバラエティ豊かなウイスキーを作るためのこうした取り組みは、ここ白州蒸溜所で成功し、平成元年の山崎蒸留所の大改修につながりました。そういった意味では白州はサントリーのいまのウイスキー造りの原点と言えるかもしれません」と述べている。その後も2005年、2014年に蒸留器の改修・増設が行われており、2022年現在では8対16基の多種多様な蒸留器が稼働している。
2022年末から改修工事が行われ、ショップやテイスティングラウンジをはじめとしたビジターセンターが全面改修された。

## 製造

### 製麦・仕込み・発酵

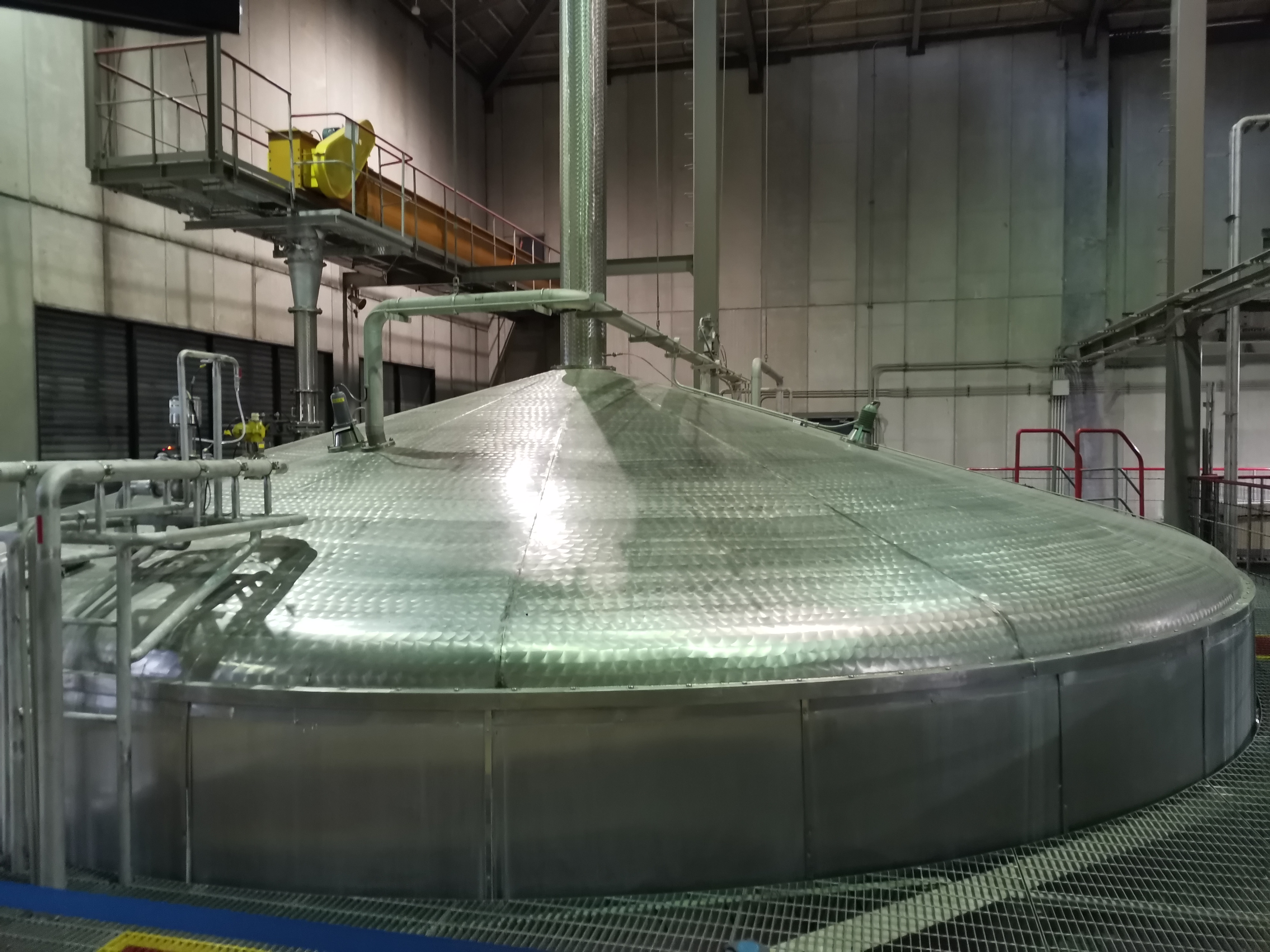
マッシュタン

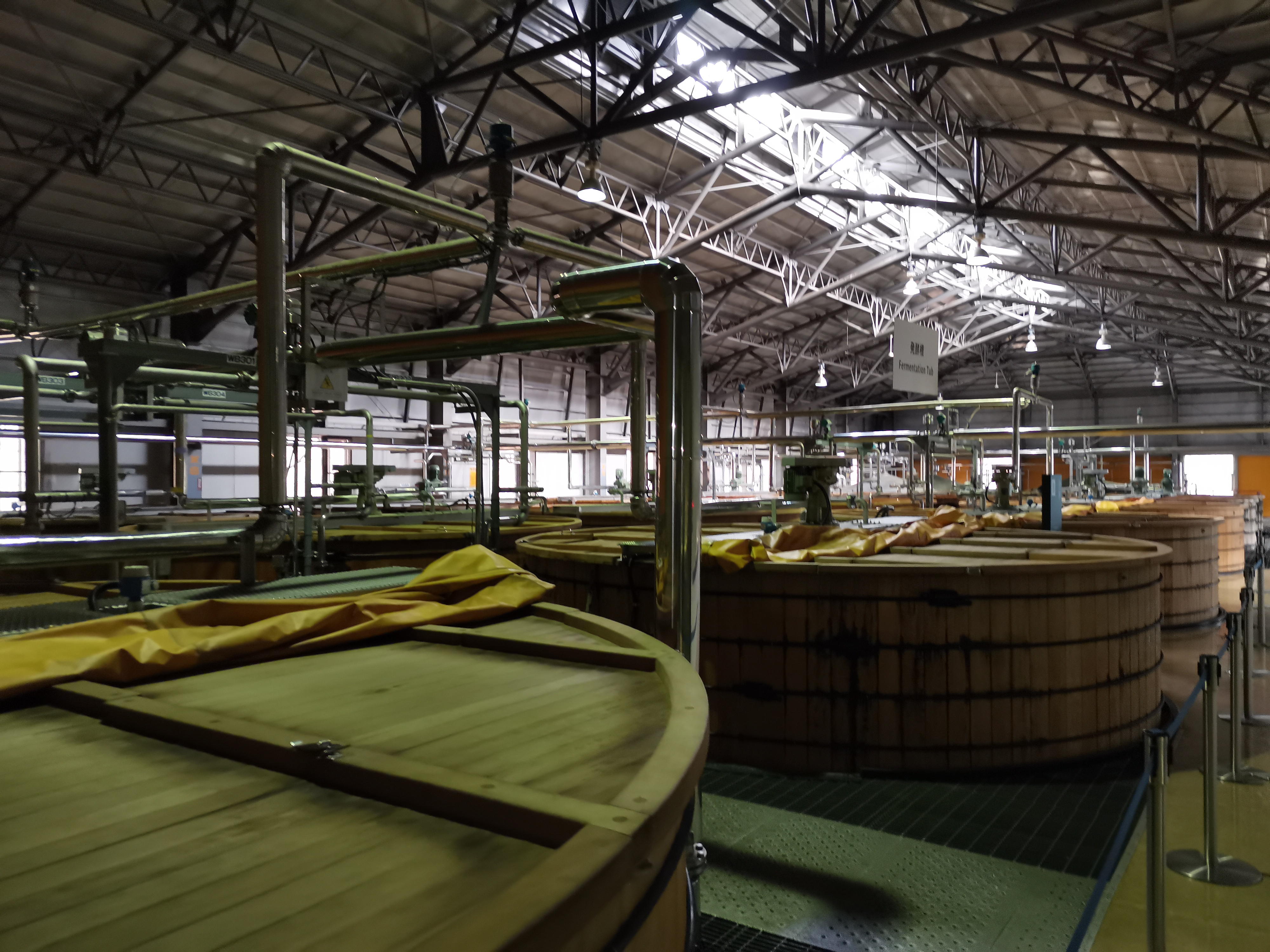
木製のウォッシュバック

白州で使用する大麦麦芽はすべてイギリスから輸入されており、製麦は行っていない。麦芽のピートはノンピートから40 ppmまでさまざまなものを使用している。
仕込み水には甲斐駒ケ岳の伏流水を使用しており、硬度およそ30の軟水である。甲斐駒ケ岳の麓は尾白川と神宮川によって形成された沖積扇状地であり、花崗岩層で磨かれた尾白川の水は名水百選に選定されている。なお、サントリーが販売する南アルプスの天然水は白州の敷地内で採水されている。
マッシュタン（糖化槽）はスレンレス製のフルロイタータンが1基で、容量は13万リットル。一度の仕込みに使う麦芽は10~18トンであり、得られる麦汁量はおよそ5万5000リットル。
ウォッシュバック（発酵槽）はすべてベイマツ製の木桶で、容量7万5000リットルのものが18基ある。温度調節機能はない。木製のウォッシュバックは乳酸菌が棲みつくことでクリーミーな香味につながるとされている。過去に白州西で使われていたウォッシュバックはすべてステンレス製だったが、白州東の設立時にすべて木製のものに切り替わった。1981年当時は12基で、2011年に2基、2012年に4基が増設されている。発酵に用いる酵母は外部から購入したウイスキー酵母と自社培養のビール酵母を併用している。発酵にかかる時間は65 - 75時間。

### 蒸留

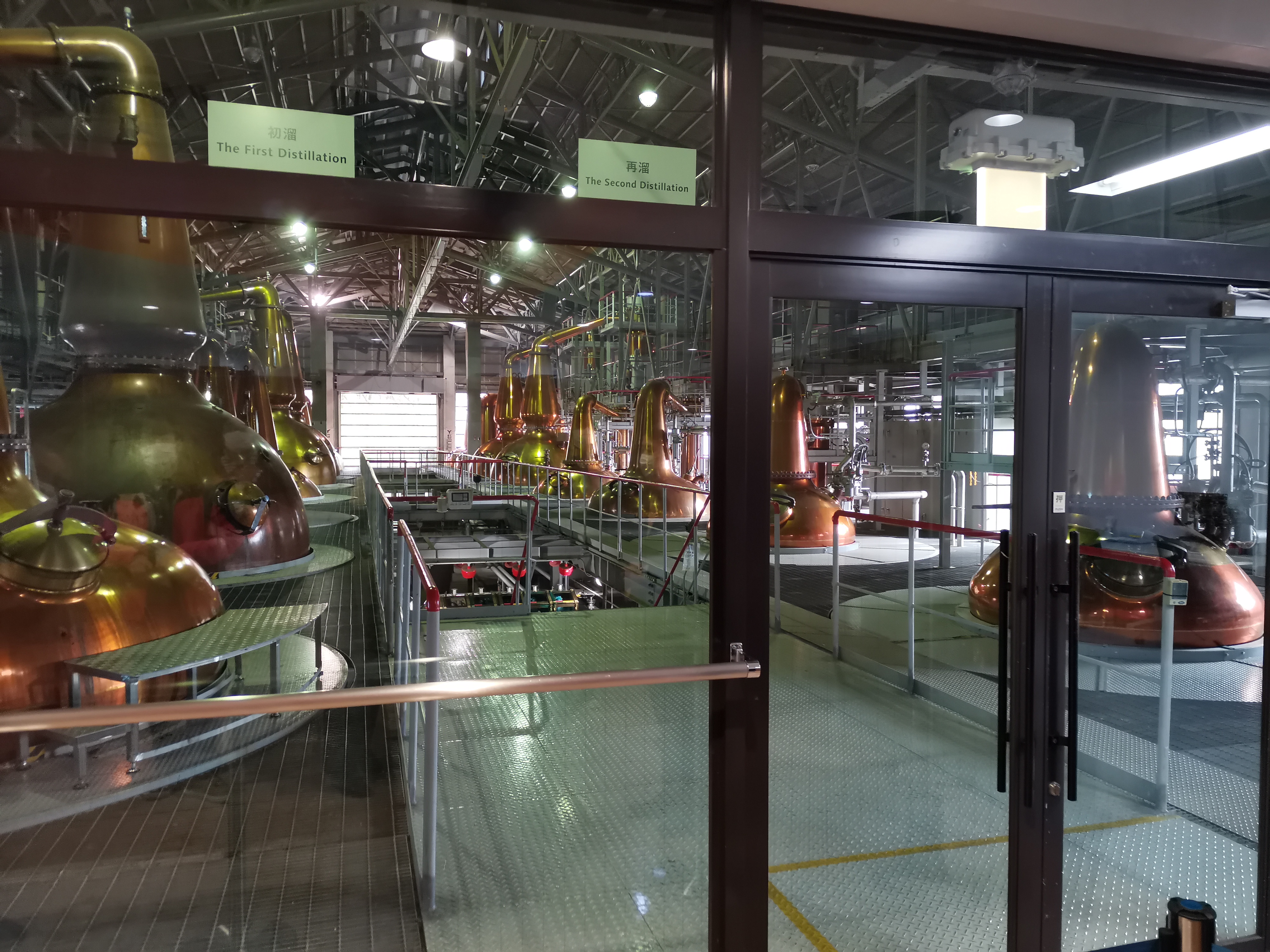
ポットスチル

白州のポットスチルは初留・再留合わせて全部で16基ある。形状・サイズは様々であり、これほど多様なポットスチルを備えた蒸留所は世界的にも珍しい。これらの多彩なポットスチルを使い分けることで多彩な原酒を造り分けている。グレーン用の連続式蒸留器については「#白州グレーン」を参照のこと。
初留器はストレートヘッドが5基、ランタンヘッドが3基の合計8基ある。ネックの長さやラインアームの角度はすべて異なり、サイズも9000 - 2万4000リットルと幅広い。加熱方式はすべてガスによる直火加熱で統一されている。冷却装置は、7基がシェル&チューブで1基がワームタブを採用している。蒸留にかかる時間は7 - 8時間。
再留器はストレートヘッドが6基、ランタンヘッドが2基で、サイズは4000 - 1万4000リットル。すべて蒸気による間接加熱式で、冷却装置はすべてシェル&チューブである。蒸留にかかる時間は7 - 8時間。

### 熟成・瓶詰め

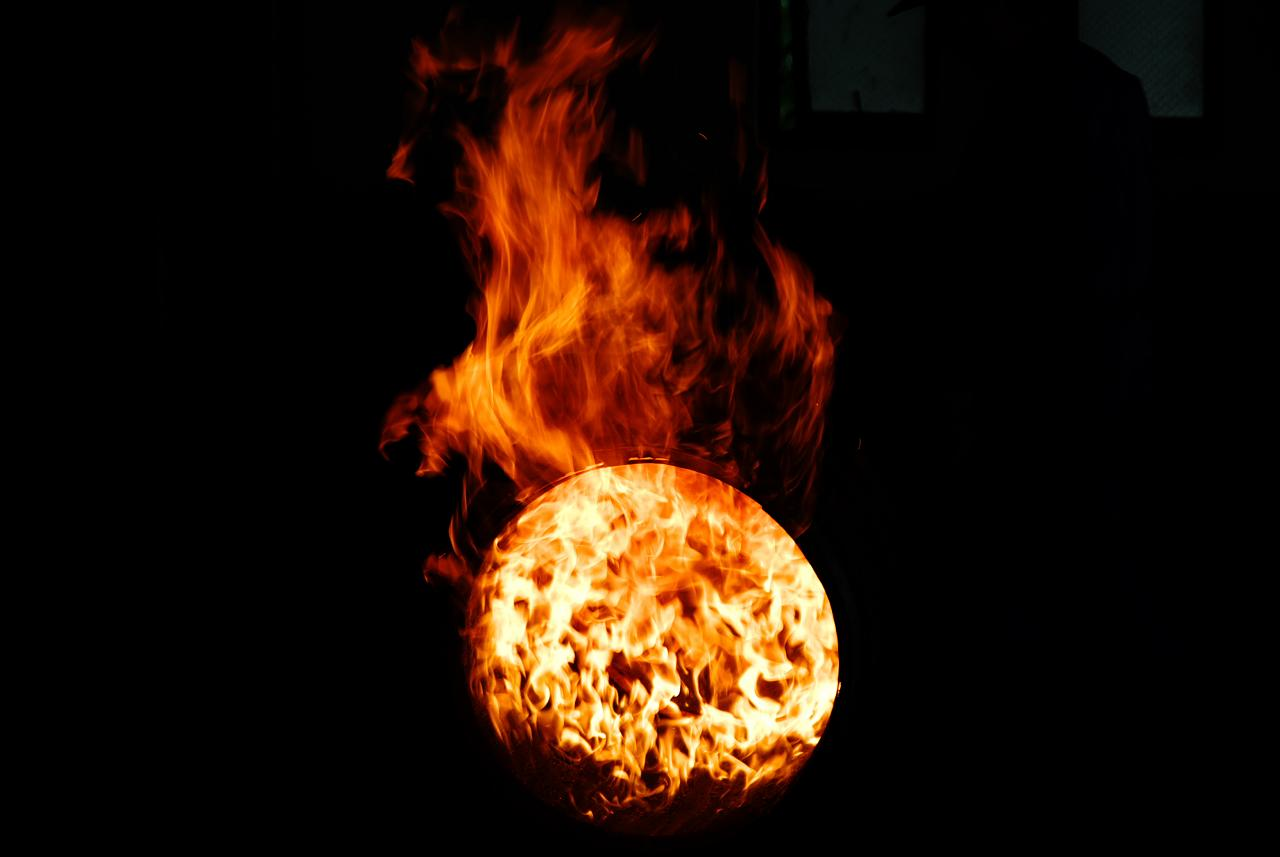
クーパレッジで行われているチャーリング（樽の内側を焦がす工程）

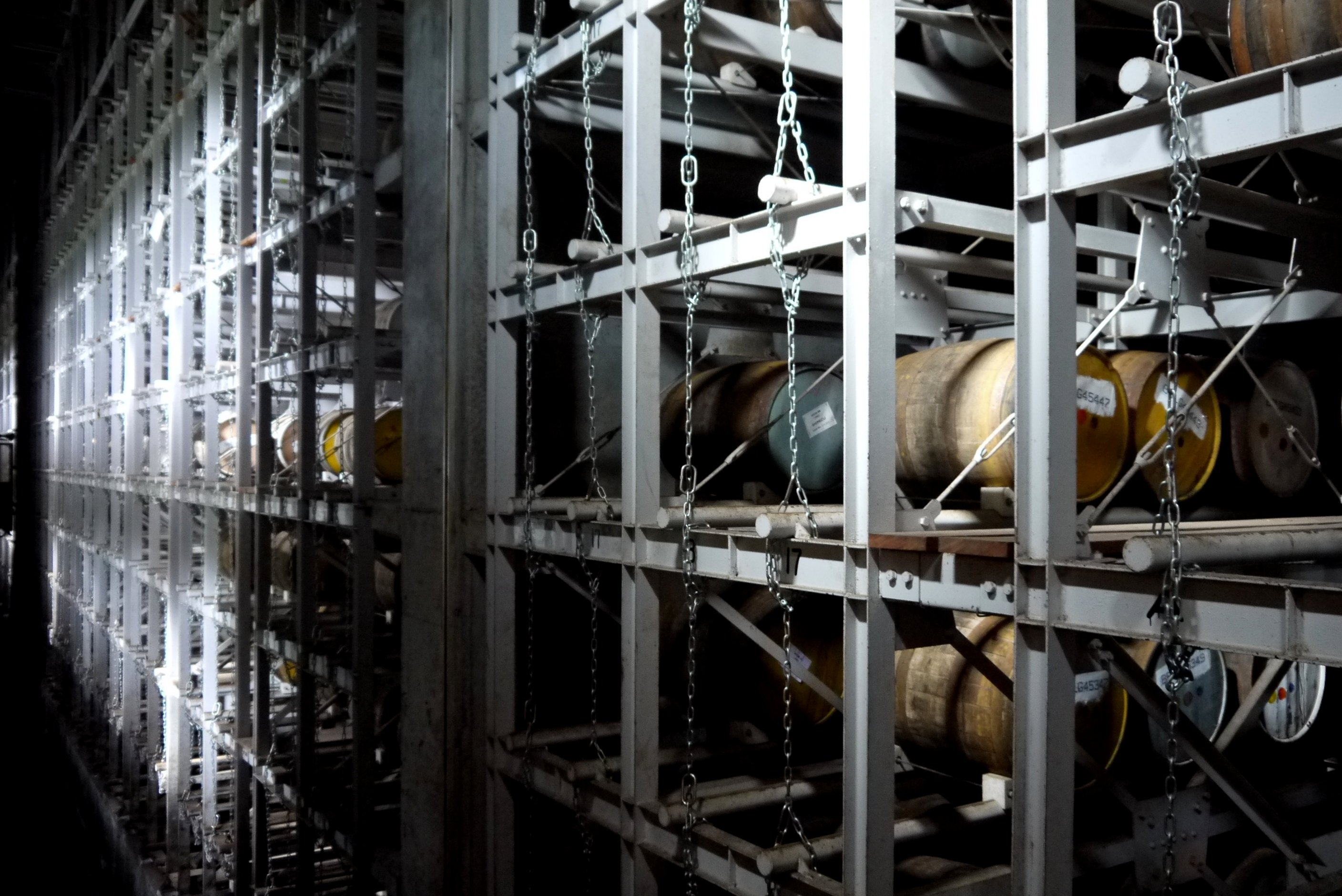
ラック式の熟成庫

白州にはラック式の熟成庫が18棟あり、2012年時点でおよそ40万樽を熟成していた。白州の原酒は必ずしも白州で熟成されるわけではなく、山崎蒸溜所もしくは近江エージングセラーに運ばれる場合もある。なお、過去には白州近くの八ヶ岳の麓にも熟成庫があったが、これは2008年に取り壊されている。樽詰め時のアルコール度数は63.5度未満で、熟成環境によって適切な度数に調整される。樽は主にアメリカンホワイトオークのバーボン樽もしくはホグズヘッド樽が使われる。なお、スパニッシュオーク樽やパンチョンといった大型の樽は山崎で熟成させることが多い。白州の熟成庫における天使の分け前は2 - 3%前後と比較的穏やかである。
白州は創設期から敷地内にクーパレッジ（製樽工場）があり、木材を加工して新樽を作るほか、空き樽を再利用するための加工、補修なども自社で行われている。

### 白州グレーン
2010年12月、白州にグレーンウイスキーを製造するための設備が導入された。蒸留器には特注のカフェ式連続蒸留器を導入し、糖化用のクッカーおよび発酵用のステンレス製ファーメンター6基もあわせて導入している。その後およそ2年のテスト期間を経て、2013年5月に正式にグレーンウイスキーの生産が始まった。2013年は白州の設立40周年の年であった。
白州の連続式蒸留器は知多蒸溜所の10分の1以下の生産規模であり、もっぱら多彩な原酒を作るための調査実験に用いられる。トウモロコシ以外にも様々な原料を使うことができるほか、酵母を変えたり、スピリッツのアルコール度数も60%から94%に調整できる。これによって多様なフレーバーの原酒を得られるほか、原料の風味を従来のグレーンウイスキーより強く原酒に反映させることが可能である。また、2019年には知多蒸溜所にもカフェ式連続蒸留器が導入されているが、これは白州での知見をもとに大型化して設置されたものである。そのため2023年現在では白州のカフェ式蒸留器で実験を行い、その結果を踏まえて知多のカフェ式蒸留器で量産を行う体制を取っている。
評論家のステファン・ヴァン・エイケンは白州グレーンのニューメイクの味わいを「穀物由来のふっくらとした味わいが印象的」だと述べている。

## 製品

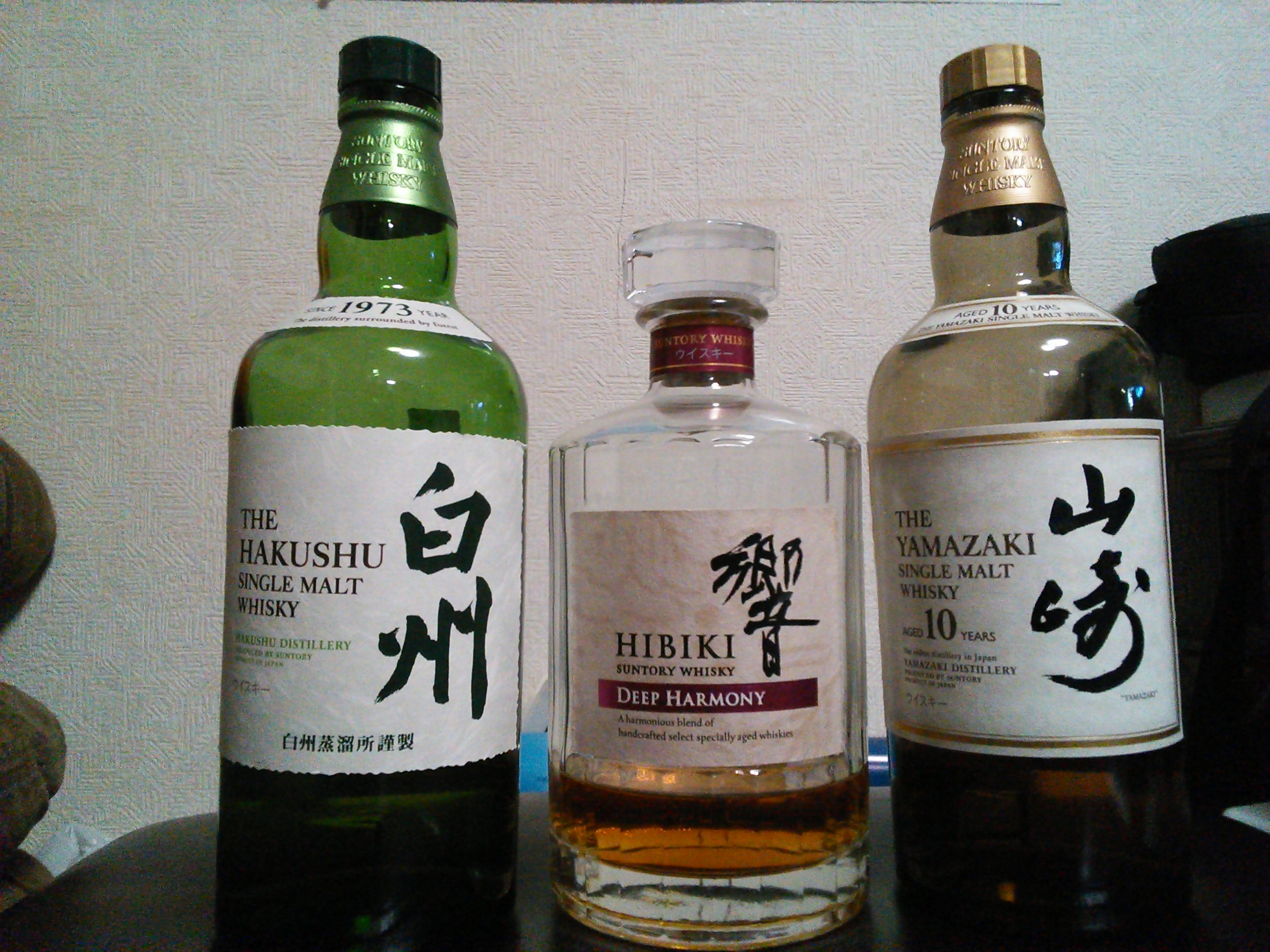
一番左が白州。

白州の原酒は「響」をはじめとしたサントリーのブレンデッドウイスキーに使われるほか、シングルモルトウイスキーとしては1994年に「白州12年」を、2006年に「白州18年」を、2008年に「白州25年」を、2012年に「白州」（ノンエイジ）をそれぞれ発売している。

### 現行のラインナップ

#### 白州
2012年に5月29日に発売された製品で、熟成年数表記のないノンエイジ製品である。2012年当時のサントリーチーフブレンダーである福與伸二は白州ノンエイジについて、微量のピートを効かせたことでフレッシュさが際立ち、少し酸味の感じられるような味わいであると述べている。
バーテンダーの谷嶋元宏は白州ノンエイジを下記のようにテイスティングしている

#### 白州12年
1994年発売。12年以上熟成させたモルト原酒を使用している
。2013年時点のメーカーズマークのマスターディスティラーであるグレッグ・デイビスは白州12年の味わいについて「スモーキーとシェリーの表現が非常に魅力的」と述べている。また、ウイスキーマガジンは、「バニラビーンズやミント、オーク、かすかにクローブ、レモンスカッシュの爽快さが感じられる」と述べ、スコッチにはない白州独特の「緑」を感じさせる味わいであると述べている。

#### 白州18年
2006年発売。18年以上熟成させたモルト原酒を使用している。グレッグ・デイビスは白州18年の味わいについて、白州12年の中にあったスモーキーとシェリーの風味がより高められていると述べている。また、ウイスキーマガジンは、ノンエイジは白州らしいフレッシュさがあったが、18年はそれが春から秋へと移り変わったようだと述べ、その味わいを「熟した秋の果物や蜂蜜」と述べている。

#### 白州25年
2008年発売。25年以上熟成させたモルト原酒のなかでも、ウッディな原酒、スモーキー原酒、シェリー樽原酒を使用。酒育の会の機関誌「LIQUL」ライターのくりりんは白州25年の味わいについて「サントリーの長熟ラインナップに感じる独特の香木感と、重厚でスモーキーなハイランドパークなどのアイランズ寄りのキャラクターも併せ持っている。森は森でも、深く深遠な、深山幽谷、大森林のよう」と述べている。

### 白州が使用されているブレンデッドウイスキー
- 響[42]
- スペシャルリザーブ：白州のホワイトオーク樽原酒をキーモルトとしている[43]。
- サントリー角瓶[44]
- 碧：日本の山崎、白州、スコットランドのアードモア、グレンギリー、アイルランドのクーリー、カナダのアルバータ、アメリカのジムビームをブレンドしている[45]。

## 評価

### 風味
評論家のチャールズ・マクリーンは「白州のシングルモルトには蒸溜所の土地柄が反映されている。優しく軽快で、さわやか」だと述べている。ウイスキー文化研究所の西田嘉孝は白州の特徴について「ほのかなスモーキーフレーバーと新緑のようなアロマを持つ」と述べている。評論家のドミニク・ロスクロウは白州モルトの味わいについて「フレッシュ、クリーン、フルーティー」と評している。マット・ストリックランドは白州のウイスキーについて「見事なまでのバランスが持ち味」であると述べている。

### 受賞歴
出典はすべてサントリーの製品公式HPによる。
| 年代   | 競技会 | 商品名   | 賞                                       |
| ------ | ------ | -------- | ---------------------------------------- |
| 2006年 | ISC    | 白州18年 | 金賞                                     |
| 2007年 | IWSC   | 白州18年 | 金賞（ベスト・イン・クラス）             |
| 2008年 | ISC    | 白州25年 | 金賞                                     |
| 2009年 | IWSC   | 白州12年 | 金賞（ベスト・イン・クラス）             |
|        | ISC    | 白州18年 | 金賞                                     |
|        | IWSC   | 白州25年 | 金賞（ベスト・イン・クラス）             |
| 2010年 | IWSC   | 白州12年 | 金賞（ベスト・イン・クラス）             |
|        | ISC    | 白州18年 | 金賞（ベスト・イン・クラス）             |
|        | IWSC   | 白州18年 | 最高賞（トロフィー）                     |
|        | ISC    | 白州25年 | 金賞                                     |
| 2011年 | SWSC   | 白州12年 | 最優秀金賞                               |
|        | IWSC   | 白州25年 | 金賞                                     |
| 2012年 | SWSC   | 白州12年 | 金賞                                     |
|        | ISC    | 白州12年 | 金賞                                     |
|        | ISC    | 白州25年 | 最高賞（トロフィー）                     |
| 2013年 | SWSC   | 白州12年 | 最優秀金賞                               |
|        | ISC    | 白州18年 | 金賞                                     |
|        | ISC    | 白州25年 | 金賞                                     |
| 2014年 | SWSC   | 白州12年 | 金賞                                     |
|        | ISC    | 白州18年 | 金賞                                     |
|        | ISC    | 白州25年 | 金賞                                     |
| 2015年 | SWSC   | 白州18年 | 金賞                                     |
|        | ISC    | 白州25年 | 金賞                                     |
| 2016年 | SWSC   | 白州12年 | 最優秀金賞                               |
|        | ISC    | 白州18年 | 金賞                                     |
|        | SWSC   | 白州18年 | 最優秀金賞                               |
|        | ISC    | 白州25年 | 金賞                                     |
| 2017年 | ISC    | 白州18年 | 金賞                                     |
|        | ISC    | 白州25年 | 金賞                                     |
| 2018年 | ISC    | 白州25年 | 最高賞（トロフィー）                     |
|        | WWA    | 白州25年 | ワールドベスト・シングルモルトウイスキー |

## 付属施設
| バードサンクチュアリ |  | ウイスキー博物館 |
| バードサンクチュアリ |  | ウイスキー博物館 |

バードサンクチュアリ
蒸溜所を含む一帯の森林はユネスコエコパークに指定されており、およそ60種の野鳥の保護区となっている。サントリーはこのことについて「野鳥は地域の水質の変化に非常に繊細で、それ故によいバロメーターになる」と述べている。
ウイスキー博物館
1979年に寿屋創立80周年を記念してオープンした。山崎蒸留所にかつて存在したキルンを模した建物であり、ウイスキーの歴史にまつわる資料が展示されている。